# مطثيات
المطثيانية أو البكتيريا المطثية أو المِطَثِّيَّات (الاسم العلمي: Clostridia) هي طائفة من البكتيريا تتبع شعبة المتينات الجدار.

## رتب
- المطثيات

## روابط خارجية
- Clostridium cluster reference sequences